# Терлуолл, Джон Уэйд
Джон Уэйд Терлуолл (англ. John Wade Thirlwall; 11 января 1809, Шилботл, Нортамберленд — 15 июня 1876, Лондон) — британский дирижёр и композитор.
Родился в семье инженера. Впервые выступил перед публикой в возрасте восьми лет в Ньюкасле. Был музыкальным директором театра в Дареме, где занимался также сбором нортумберлендских песен. Далее работал в театрах в Скарборо, Халле и Ноттингеме, как дирижёром, так и актёром, также давал уроки музыки (в частности, в Ноттингеме Генри Фармеру). Затем перебрался в Лондон, руководил музыкальной частью в различных театрах, в 1864—1869 гг. дирижировал балетными спектаклями в Итальянской опере (сменив на этом посту Жана-Батиста Надо). В последние семь лет жизни был парализован. Выступал также как музыкальный критик, в 1872 году опубликовал поэтический сборник «Песни и стихи» (англ. Songs and poems). Из композиций Терлуолла наибольшей популярностью пользовался сборник баллад (1843, на слова Э. Маллена).
Дочь, Анни Терлуолл (1830—1881) — оперная певица, на сцене в 1855—1876 гг. Была замужем за оперным певцом Юджином Дуссеком Корри (1826—1870), племянником певицы Софии Дуссек.